# Сам Андерсън
Сам Андерсън (на английски: Sam Anderson) (роден на 13 май 1945 г.) е американски актьор. Завършил е университета в Северна Дакота. През 70-те години учи актьорско майсторство в Ланкастър, Калифорния. Жени се през 1985 г. и има близнаци. Член е на Американските писатели на мистерия.

## Филмография

### Телевизия
- „От Земята до Луната“
- „От местопрестъплението: Маями“
- „От местопрестъплението“
- „От местопрестъплението: Ню Йорк“
- „Далас“
- „Магнум“
- „Напълно непознати“
- „Стар Трек: Следващото поколение“
- „Зад оградата“
- „Приключенията на Бриско Каунти младши“
- „Хамелеонът“
- „Сблъсък“
- „Хилядолетие“
- „Досиетата Х“
- „Приятели“
- „Али Макбийл“
- „Ейнджъл“
- „Спешно отделение“
- „Всички обичат Реймънд“
- „Изгубени“
- „Малкълм“
- „Анатомията на Грей“
- „Бумтаун“
- „Безследно изчезнали“
- „Военна прокуратура“
- „Военни престъпления“
- „Западното крило“
- „Диагноза: Убийство“
- „Две момчета и едно момиче“
- „Профайлър“
- „Убийство по сценарий“
- „Честни измамници“
- „Самотно дърво на хълма“
- „Престъпни намерения“
- „Адвокатите от Бостън“
- „Хавай 5-0“
- „Болкоуспокояващо“ (2023)

### Филми
- „Ла Бамба“
- „Форест Гъмп“
- „Смотаняци 2“